# Bullseye (American Horror Story)
Bullseye es el sexto episodio de la cuarta temporada de la serie de televisión antólogica American Horror Story, se estrenó el 12 de noviembre de 2014 por el canal estadounidense de cable FX. Fue escrito por John J. Gray, y dirigido por Howard Deutch.
En este episodio, Elsa (Jessica Lange) prepara un nuevo viejo acto para presentar en televisión, mientras tanto las gemelas comienzan a asentarse en su nuevo hogar.

## Trama
Elsa (Jessica Lange) ordena a los trabajadores del espectáculo que muevan una rueda gigante de colores desde el depósito de accesorios a la carpa grande. Con un muñeco de peluche en forma de hombre atado a rueda gigante, Elsa le da un giro y practica lanzar cuchillos. Cuando Ethel (Kathy Bates) pregunta el por qué, Elsa explica que es para su programa de televisión. A Ethel le preocupa que como Bette y Dot (Sarah Paulson) se fueron y si Elsa también se va, no les quede mucho espectáculo que ofrecer, pero Elsa promete que llevará a todos a la televisión con ella. 
En la Mansión Mott, Gloria (Frances Conroy) hace que la mujer que reemplaza a Dora le de un regalo a Dandy (Finn Wittrock), que resultan ser profilácticos. Ella desea evitar los horrores que puedan surgir de la unión de su propia herencia innata y los genes defectuosos de las gemelas. Dandy le anuncia su amor por las gemelas y su intención de casarse con ellas, implorando a su madre que lo deje ir.
Los freaks han preparado una fiesta de cumpleaños con regalos para Elsa, que incluye lencería y maquillaje. Una de las sorpresas es Ma Petite (Jyoti Amge), usando un suéter rosado que le cubre todo el cuerpo y prometiendo a Elsa mantenerla abrigada por la noche. Elsa nota que los freaks están tristes, y ellos responden que extrañan a las gemelas. Elsa se pone furiosa, diciendo que las gemelas no dudaron en traicionarlos e irse corriendo.
Más tarde, Elsa y Paul (Mat Fraser) se acuestan en la cama de ella. Ella piensa que él se está enamorando de ella ya que han estado en una aventura por algún tiempo. Él se viste mientras ella reflexiona que podría visitarla en Hollywood. Él dice que se siente halagado de que ella piense tanto en él. Ella le pide a su "calientacamas" y él lleva a Ma Petite a su cama. En la casa de Penny (Grace Gummer), Paul tiene su segunda cita secreta de la noche. Con ella, él está verdaderamente enamorado. Él quiere que ella lo ame por más que solo sexo. Su padre (Lee Tergesen) entra mientras Paul se esconde debajo de la cama. Su padre la reprende por su comportamiento reciente, incluida su ausencia mientras está con los monstruos, y afirma que sólo trata de mantenerla a salvo.
Bette escribe en su diario su alegría por los afectos de Dandy. Él trae un carrito de comidas gourmet y le da de comer a Bette caviar. Ven una película en el teatro privado de los Mott. Dandy y su madre las tratan bien pero Dot no se engaña tan fácilmente sobre su cautiverio. Dandy les lee acerca de los gemelos siameses Brodie quienes fueron separados quirúrgicamente, y Dot se da cuenta de que Dandy puede financiar una cirugía de ese tipo para ellas. Si ella sigue el juego, puede llegar a realizar sus sueños de alcanzar el estrellato y de estar con Jimmy. 
Más tarde, Paul entra en una farmacia, buscando un regalo para Penny. Dandy entra y exige la atención del empleado e intimida al farmacéutico para que rechace el servicio a Paul. Paul se va, escupiendo por la puerta. Bajo la gran carpa, Paul y Jimmy (Evan Peters) discuten sobre las gemelas desaparecidas, y Paul le dice que las compras de Dandy eran sospechosas: todos los artículos femeninos. Cuando Paul menciona a Elsa, Jimmy se apresura a defenderla. Paul le dice que Elsa no es el ángel guardián que parece ser y que Jimmy es afortunado por poder pasar desapercibido en la sociedad.
Las gemelas leen sobre la muerte de uno de los gemelos siameses Brodie. Dandy insinúa que no deberían tener secretos entre ellos. Dandy les dice que él es el verdadero héroe detrás de la muerte de Twisty. Él insiste en que Dot le cuente un secreto, pero ella se niega, diciendo que mintió y que Jimmy es el verdadero héroe. Dandy se enfurece.
Stanley (Denis O'Hare) y Maggie (Emma Roberts) se encuentran en el campo. Y Stanley le pide que le cuente que es lo que sabe, Maggie le cuenta que las gemelas se han ido y él dice que necesitan a un freak rápido para obtener dinero. Él sugiere cortar las manos de Jimmy. Maggie se resiste, pero él la impulsa a seducirlo y matarlo. Ella responde que Ma Petite es una mejor apuesta y describe su plan para conseguirla.
Elsa le canta a Paul "Canción de septiembre" a modo de serenata. Él está buscando excusas para irse. Ella se da cuenta de que él huele a perfume y exige saber con quién más está durmiendo. Él la rechaza, diciendo que están todos allí para servirla pero que no confían en ella porque saben que le ha hecho algo a las gemelas. Indignada, pide que todos los freaks sean despertados. Ella los llama ingratos y desagradecidos recordándoles que fue ella quien los salvó a todos, tira las cajas vacías de sus regalos, y se molesta aún más porque no confían en ella. Jimmy insiste en que todos confían en ella. Ella dice que para demostrar su confianza uno debe ofrecerse como voluntario para girar en la rueda y debe dejar que ella le lance 3 cuchillos. Jimmy se ofrece sin dudarlo, pero Paul lo interrumpe e insiste en que debe ser él. Paul está atado a la rueda y ésta comienza a girar, el primer cuchillo se clava en la rueda cerca de su hombro, el segundo se clava en la rueda casi rozándole la entrepierna, pero en el tercer lanzamiento Elsa falla y el cuchillo se clava profundamente en su abdomen. Los freaks se apresuran a buscarle atención médica, pero Elsa no está tan preocupada ni tan apresurada.
Penny intenta escabullirse de su casa, pero su padre la detiene con una escopeta. Ella dice que está conociendo al hombre que ama y que él tendrá que dispararle para detenerla. Maggie se cuela en la habitación de Ma Petite y se la lleva. Cuando llegan a un granero, Maggie dice que van a jugar un juego y que la pequeña debe meterse dentro de un frasco como una mariposa. Maggie se prepara de mala gana para verter el formaldehído. Penny llega al espectáculo freak, buscando a Paul. Elsa lo tiene acostado en una de las tiendas fumando opio para el dolor. Él sabe que ella ni siquiera llamó a un doctor. Elsa admite que ella no derramaría una sola lágrima por él si muriera, no por ser un freak, sino por su traición. Penny irrumpe en la tienda, queriendo saber desde cuándo se llamó a la ambulancia. Elsa dice que al parecer ellos no tienen prisa.
Por la mañana, Ethel hace el pastel de cumpleaños para Elsa, para disgusto de Jimmy. Él expresa dudas de que Elsa está diciendo la verdad sobre muchas cosas. Eve (Erika Ervin) está desesperada por la ausencia de Ma Petite, pero Maggie y Ma Petite regresan, diciendo que han estado persiguiendo luciérnagas. Maggie le dice a Jimmy que pronto deberían huir juntos. Él dice que hay algo que necesita hacer primero y que tenga sus maletas listas. Maggie entra en su tienda para encontrar a un Stanley furioso. Está enfurecido por haber sido engañado ya que ella no mató a Ma Petite, y le informa que su plan de respaldo inmediato es vender las manos de Jimmy al museo.
Gloria lleva un bocadillo a Dandy quien se encuentra molesto y llorando. Ha estado leyendo el diario de Dot. Ella escribió sobre su disgusto y aburrimiento con Dandy, y cómo ella lo está usando para obtener dinero para la cirugía. Dandy llora mientras Gloria lo lee en voz alta. Gloria le sugiere que compre cosas a Bette e inspire envidia en Dot. Él responde que las gemelas alimentaron su alma, pero que no queda nada dentro de él más que un páramo. Ahora, él dice que no conocerá misericordia y aceptará su "vacío" como una bendición, no como una maldición. Él dice que su nuevo propósito es traer la muerte. Jimmy toca el timbre de la mansión y habla con Gloria, dice ser amigo de Dandy. Dandy le dice a Gloria "Que pase madre, viene por ellas".
Ethel espera a Elsa con una rebanada de pastel con una vela. Cuando Elsa llega reflexiona sobre que son una especie de familia. Elsa revela que ella tuvo una hermana que murió en la infancia y que ella solo les recordó a sus padres su pérdida. Elsa creó a su propia familia y dice que los ama a todos, pero que Ethel es la hermana que nunca tuvo. Ethel le advierte que nadie más confiará en ella por lo que pasó con Paul. Ethel prende la vela del pastel y jura que si descubre que Elsa ha mentido sobre las gemelas, la matará. Le dice a Elsa que pida un deseo, el deseo que piensa Elsa es: "sólo... quiero ser amada" y apaga la vela.

## Recepción

### Recepción
El episodio recibió críticas mixtas y positivas de críticos de televisión. Matt Fowler de IGN escribió: ""Bullseye" no fue malo en absoluto, pero era una especie de línea plana cuando se trataba de proporcionar emociones fuertes. La broca de la rueda giratoria se convirtió en un juego interesante, pero aún parecía que podría haber ido más lejos. Y aunque me gusta la posibilidad de que Dot y Bette intenten separarse, su arco argumental esta semana con el de Dandy se sintió como un relleno. Tendremos que ver cómo todo se desmorona con Dandy y Jimmy." Erik Adams de The A.V. Club le dio al episodio una calificación A, escribiendo: "Cuando "Bullseye" suelta una motosierra, pierde un dedo meñique como mucho. Este es el episodio que ha estado esperando para salir de Freak Show, catalizando la energía potencial de la temporada en el espectáculo genuino de freakouts histriónicos y fantasía hipnogógica".

### Índices de audiencia
"Bullseye" fue visto por 3.65 millones de espectadores y fue la transmisión por cable con la calificación más alta de la noche. El episodio recibió una calificación de 1.8 entre los adultos de 18 a 49 años, una disminución de 0.3 en comparación con el episodio de la semana anterior.